# كاتدرائية القديس جورج (لفيف)
كاتدرائية القديس جورج (بالإنجليزية: St. George's Cathedral, Lviv، بالأوكرانية: собо́р Свято́го Ю́ра) هي كاتدرائية (باروك- روكوكو) تقع في مدينة لفيف، العاصمة التاريخية لغرب أوكرانيا. تم بناؤها بين عامي 1744 و1760 على تلة تطل على المدينة. تتمتع الكاتدرائية أيضًا بمكانة بارزة في المصطلحات الدينية والثقافية الأوكرانية. خلال القرنين التاسع عشر والعشرين، كانت الكاتدرائية بمثابة الكنيسة الأم للكنيسة الأوكرانية الكاثوليكية.

## الملامح المعمارية
تعكس كاتدرائية القديس جورج التأثيرات الغربية وتقاليد بناء الكنائس الأوكرانية. يوجد تمثال معبر للقديس جورج في علية الكنيسة. يوجد أيضا صورًا حجرية منحوتة للبابا ليون الأول والبابا أثناسيوس الأول؛ اللذين يقفان حارسين على بوابة الكنيسة.